# Болотов, Михаил Дылыкович
Михаил Дылыкович Болотов (1930—2008) — Герой Социалистического Труда. Член КПСС.

## Биография
Родился 22 мая 1930 года в местности Шара-Хунды Цаган-Ольского сельского совета Могойтуйский район
Трудовую деятельность начал в 1945 году. В 1945—1995 годах — последовательно: табунщик в опытно-производственном хозяйстве Шилкинского района, чабан на Ононском конезаводе, чабан в колхозе Курунзулай Борзинского района, старший чабан совхоза «Красный великан» Борзинского района Читинской области.
Указом Президиума Верховного Совета СССР от 22 марта 1966 года за достигнутые успехи в развитии животноводства, увеличении производства и заготовок мяса, молока, яиц, шерсти и другой продукции присвоено звание Героя Социалистического Труда с вручением ордена Ленина и золотой медали «Серп и Молот».
Умер в Забайкальске 10 января 2008 года.